# Cintray, Eure
 Cintray  là một xã thuộc tỉnh Eure trong vùng Normandie miền bắc nước Pháp.